# Stefan Dražić
Stefan Dražić (Belgrád, 1992. augusztus 14. –) szerb labdarúgó, az APÓEL játékosa.

## Pályafutása

### Klubcsapatokban
Dražić az Obrenovac 1905 csapatában kezdte pályafutását. Két évig a Partizan Belgrád ifjúsági akadémiájának tagja volt. Ezt követően csatlakozott a Radnički Obrenovachoz, ahol profi szerződést írt alá a 2008–2009-es szezon előtt. Tizenhat évesen tizenhat bajnokin négy gólt szerzett első szezonjában. A 2009–2010-es szezonban Dražić 26 mérkőzésen és 6 gólt szerzett. A 2010-11-es szezonban 28 mérkőzésen 7 gólt ért el, és három alkalommal is a találkozó legjobbjának választották. A 2011–12-es szezont 29 szerepléssel és 8 góllal zárta. Legeredményesebb idénye a következő volt, a 2012–13-as évad során 29 gólt szerzett, és 9 alkalommal választották a mezőny legjobbjának, átlagosztályzata 7,43 volt.
2013 nyarán csatlakozott a Javor Ivanjica csapatához. A csapat az év végén kiesett, Dražić 25 bajnokin négyszer volt eredményes. A 2014-15-ös szezonban a szerb másodosztály legeredményesebb gólszerzője volt 13 találattal. Dražićot Ana Subotić mellett a legjobb ivanjicai sportoló díjra jelölték 2014-ben.
2016 júniusában csatlakozott a Voždovachoz.  A 2016-17-es szerb szuperliga második fordulójában szerezte első gólját az FK Rad ellen.  Ugyanezen év őszén a Dražić augusztus 20-án gólt szerzett Mladost Lučani, majd az Inđija ellen a 2016. szeptember 21-én játszott kupamérkőzésen is. 2016. november 30-án a Borac Čačak ellen is a kapuba talált. 2017. április 1-jén Vojvodina elleni 4-1-es siker alkalmával a találkozó legjobbjának választották, majd betalált volt csapatának, a Javornak is.
2017. július 7-én Dražić hároméves szerződést írt alá a belga Mechelennel. 2017. július 30-án mutatkozott be új klubjában.
2018 februárjában a Mezőkövesdi SE szerződtette. Második bajnokiján a Paksi FC ellen duplázni tudott. Két szezon alatt 42 bajnokin 14 alkalommal talált a kapuba a magyar élvonalban, a 2018-2019-es szezonban csapata házi gólkirály volt 11 találattal.
2019 júliusában a kínai másodosztályban szereplő Csangcsun Jataj igazolta le. Egy év elteltével visszatért Magyarországra és a DVTK játékosa lett. A 2020–21-es szezonban 29 bajnoki mérkőzésen lépett pályára az NB I-ben és négy gólt szerzett. Miután a DVTK kiesett az élvonalból, Dražić a Mezőkövesdhez szerződött. 2023. május 4-én a Paks ellen 6–1-re megnyert mérkőzésen mesterhármast ért el.